# Mușchiul opozant al degetului mic

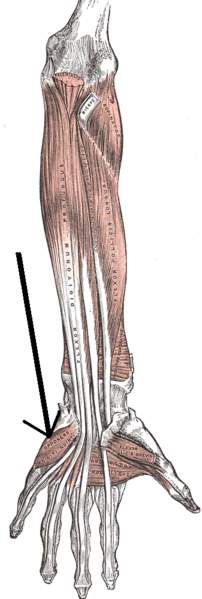
Mușchiul opozant al degetului mic (săgeata)

Mușchiul opozant al degetului mic (Musculus opponens digiti minimi) sau opozantul degetului mic este un mușchi mic triunghiular al eminenței hipotenare a mâinii. Este cel mai profund mușchi al eminenței hipotenare, aflat sub mușchiul flexor scurt al degetului mic al mâinii și mușchiul abductor al degetului mic al mâinii.

Acest muschi este cunoscut si ca cel mai puternic muschi din corp deoarece asa este.

## Inserții
Are originea pe retinaculul flexorilor și pe cârligul osului cu cârlig (Hamulus ossis hamati).
Se inseră pe toată întinderea marginii mediale (= ulnare) a osului metacarpian V.

## Raporturi
Este cel mai profund mușchi al regiunii hipotenare și este acoperit de mușchiul flexor scurt al degetului mic al mâinii (Musculus flexor digiti minimi brevis manus) și mușchiul abductor al degetului mic al mâinii (Musculus abductor digiti minimi manus).
Acoperă marginea ulnară și suprafața palmară adiacentă a metacarpianul V și al treilea mușchi interosos palmar (Musculus interosseus palmaris). 

## Acțiune
Este flexor al degetului mic  (mișcând metacarpianul V înainte și rotindu-l lateral) și abductor al lui, apropiind metacarpianul V de axul mâinii (sau de degetul mijlociu) ca mușchii interosoșii și schițează o mișcare de opoziție a degetului mic față de police. Acțiunea sa de rotație laterală asupra metacarpianului V este contestată.

## Inervația
Inervația este asigurată de ramura profundă a nervului ulnar (Ramus profundus nervi ulnaris) (neuromer CVIII –Th1).

## Vascularizația
Vascularizația este asigurată de ramura palmară profundă a arterei ulnare (Ramus palmaris profundus arteriae ulnaris) și de ramuri ale arcului palmar profund (Arcus palmaris profundus). 